# Rondel
Il rondel è un tipo di poesia cosiddetta a forma fissa costruita su due rime soltanto e che comporta un ritornello, similmente al rondeau e al triolet. È composto generalmente di tredici versi ottonari ripartiti in tre strofe, generalmente due quartine e un quintile. Lo schema metrico del rondel è ABBA (rima incrociata) nella prima strofa, ABAB (rima alternata) nella seconda strofa, ABBA (rima incrociata nei primi quattro versi) nella terza strofa. 
Il ritornello del rondel è formato dai suoi primi due versi, che si ritrovano alla fine della seconda strofa e dal suo primo verso, che si ritrova alla fine della terza. La sua struttura può tuttavia comportare delle varianti : il quintile può essere sostituito da un sestetto, i cui ultimi due versi sono costituiti dal ritornello completo. Le strofe possono contare un verso in più o in meno; alcuni rondel sono formati da versi decasillabi; ci sono anche dei rondel doppi costituiti da quattro quartine.

## Esempi
Il rondel, la cui origine è francese, è stato in voga tra il XIV secolo e il XVI secolo prima d'essere ripreso da qualche poeta, in Francia o anche in altri paesi europei, verso la fine del XIX secolo. Uno dei rondel più conosciuti nella storia della poesia francese è Le Printemps di Charles d'Orléans (1394-1465):
Le temps a laissié son manteau

De vent, de froidure et de pluye,	

Et s'est vestu de brouderie,	

De soleil luyant, cler et beau.	

Il n'y a beste, ne oyseau,	       

Qu'en son jargon ne chant ou crie:	

Le temps a laissié son manteau	

De vent, de froidure et de pluye.	

Riviere, fontaine et ruisseau	

Portent, en livrée jolie,	        

Gouttes d'argent et d'orfaverie,	

Chascun s'abille de nouveau.	

Le temps a laissié son manteau.
Questa stessa struttura si ritrova in questo rondel di Stéphane Mallarmé, apparso su La Plume nel 1896:
Ci sono molte variazioni del rondel. Per esempio, qualche volta solo il primo verso della poesia si ripete alla fine; o, il secondo ritornello può ritornare alla fine dell'ultima stanza, come nel cosiddetto Rondel Primario (aka, Rondel Supremo o Sonetto francese). Nella lingua inglese Henry Austin Dobson fornisce il seguente esempio di un rondel primario:
    Love comes back to his vacant dwelling,

      The old, old Love that we knew of yore!

      We see him stand by the open door,

    With his great eyes sad, and his bosom swelling.

    He makes as though in our arms repelling

      He fain would lie as he lay before;

    Love comes back to his vacant dwelling,

      The old, old Love that we knew of yore!

    Ah ! who shall help us from over-spelling 

      That sweet, forgotten, forbidden lore? 

      E'en as we doubt, in our hearts once more,

    With a rush of tears to our eyelids welling,

    Love comes back to his vacant dwelling, 

      The old, old Love that we knew of yore!

### Altri rondel
- André Breton: Mauve procession ce soir.
- Tristan Corbière: Il fait noir, enfant, voleur d'étincelles !